# Penthalodes
Penthalodes är ett släkte av spindeldjur som beskrevs av Murray 1877. Penthalodes ingår i familjen Penthalodidae.
Släktet innehåller bara arten Penthalodes ovalis. Penthalodes är enda släktet i familjen Penthalodidae.